# Stuart Wilde
Stuart Wilde (Farnham, 24 settembre 1946 – Irlanda, 1º maggio 2013) è stato uno scrittore e conferenziere britannico, "uno dei maggiori esponenti del movimento motivazionale del potenziale umano".
La sua grande spiritualità, che ha coltivato e sviluppato negli anni, lo hanno portato ad interessarsi alla condizione dell'essere umano relativamente al potenziale che porta dentro di sé e che spesso non utilizza, potenziale quantificato non tanto in forza fisica, ma forza spirituale, morale, affettiva e anche intellettiva. I suoi libri sono tradotti in molteplici lingue e i suoi seminari trovano calorosa ospitalità in molti paesi del mondo.

## L'importanza del "sesto senso"
Quando si parla di forza intellettiva relativamente a questo autore, bisogna specificare che ci si riferisce alle capacità più nascoste e occulte della mente, in particolare il "sesto senso". Quest'ultimo riveste nei manoscritti di Wilde, e nella sua stessa personalità, un ruolo importante ed un elemento da sviluppare come parte integrante dell'uomo. 
Ciò che si evince dalle sue opere, è una definizione di "sesto senso" come capacità di "vedere dietro gli angoli" ovvero di giungere ad una piena e consapevole conoscenza di se stessi per prima, scoprendo le potenzialità del corpo fisico che già conosciamo (ovvero le normali capacità sensoriali, di cui però usiamo solo una piccola parte di potenziale, come sostengono anche molti scienziati), per poi cominciare ad acquisire consapevolezza di quelle extra-sensoriali e intraprendere un percorso di crescita che permetterà di carpire ciò che alla normale coscienza sfugge. Ciò è ritenuto importante non solo per esplorare se stessi ma anche per giungere ad una migliore e più immediata comprensione delle persone che si incontra nella vita, ma anche degli avvenimenti e dei segnali che giungono dall'ambiente circostante, nonché per accedere a quei livelli corporei che vanno oltre a quello fisico (etereo ecc)

## Naturalezza della vita
L'intento dell'autore è ben lontano dal descrivere o proclamare la vita come qualcosa di leggero o spensierato ed eternamente positivo, ma come qualcosa da VIVERE in modo spensierato e cercando di mantenere intatta quella spiritualità e quella mentalità che permettono di affrontare le avversità in modo limpido ed equilibrato, non apatico ma nemmeno troppo emotivo. È inoltre uno dei tanti autori che ribadisce quanto i ritmi della vita moderna (da lui spesso chiamato "ritmo tic-toc" ricordando l'orologio che funziona in modo continuo e sistemico) non consentano di sviluppare una propria interiorità e che anzi la portino verso il basso, soffocando la propria luce interiore e privando la vita stessa di quella naturalezza e spontaneità che la caratterizza. Sono molte anche le riflessioni sulla gioia che scaturisce in modo naturale dalla vita stessa e che viene a sua volta spesso soffocata, anche volontariamente. La gioia che viene descritta è profondamente intima, uno stato nascosto e delicato, una gratitudine verso la vita stessa, una velata consapevolezza che l'uomo è su questa terra, e che non resta altro che trascorrerci la "permanenza" nel miglior modo possibile, accettando le condizioni che si presentano volta per volta e rispettando quel percorso naturale che, anche nei momenti più duri, porta sempre con sé utili insegnamenti.
"Il segreto è la semplicità. Lo spirito vivente non conosce la rabbia, lo spirito vivente non si preoccupa di pagare l'affitto. Semplificate. Ristabilite l'equilibrio. Fate in modo che il gioco esterno sia semplice e che non influenzi né disturbi il vostro sé interiore. Seguite il percorso che presenta meno problemi. Permettete alla vostra vita interiore di riguadagnare terreno: la semplicità è quello stato in cui si torna ad essere il nulla."[2]

## Le opere
- Il sesto senso: libro dedicato allo sviluppo del sesto senso e della propria spiritualità.
- I segreti della vita: consigli sintetici e diretti su come affrontare la vita nelle sue varie situazioni, uno o due consigli per pagina.
- Il tuo potere invisibile e silenzioso.
- La vita non è un campo di battaglia.
- Le leggi dell'abbondanza: come arricchirsi in modo onesto grazie alla fortuna e al sesto senso.
- I prossimi cambiamenti: descrive in cosa potrebbe consistere il grande passo evolutivo che l'umanità sta affrontando.
- Per far soldi basta averne un po' .
- Gaia e la fine dei giorni.
- Affermazioni.
- Miracoli.
- Il sé infinito. 33 passi per immergersi nel nulla ed essere ogni cosa.
- La forza. Diventa padrone del tuo destino.
- L'arte della redenzione. La vera natura del Sacro Graal.
- I gladiatori di Dio.

[1]: breve biografia alla fine del libro "Il sesto senso".
[2]: tratto da: "I segreti della vita".